# عز الدين اجاب
عز الدين اجاب (بالإنجليزية: Azzedine Lagab) مواليد 18 سبتمبر 1986 في الجزائر، هو دراج جزائري في صنف سباق الدراجات على الطريق. شارك في دورة الألعاب الأولمبية الصيفية.

## روابط خارجية
- عز الدين اجاب على موقع الاتحاد الدولي للدراجات (الإنجليزية)
- عز الدين اجاب على موقع أرشيف الدراجات (الإنجليزية)
- عز الدين اجاب على موقع إحصائيات الدراجات الإحترافية (الإنجليزية)
- عز الدين اجاب على موقع نسبة الدراجات (الإنجليزية)
- عز الدين اجاب على موقع أوليمبيديا (الإنجليزية)